# Grünenbaind

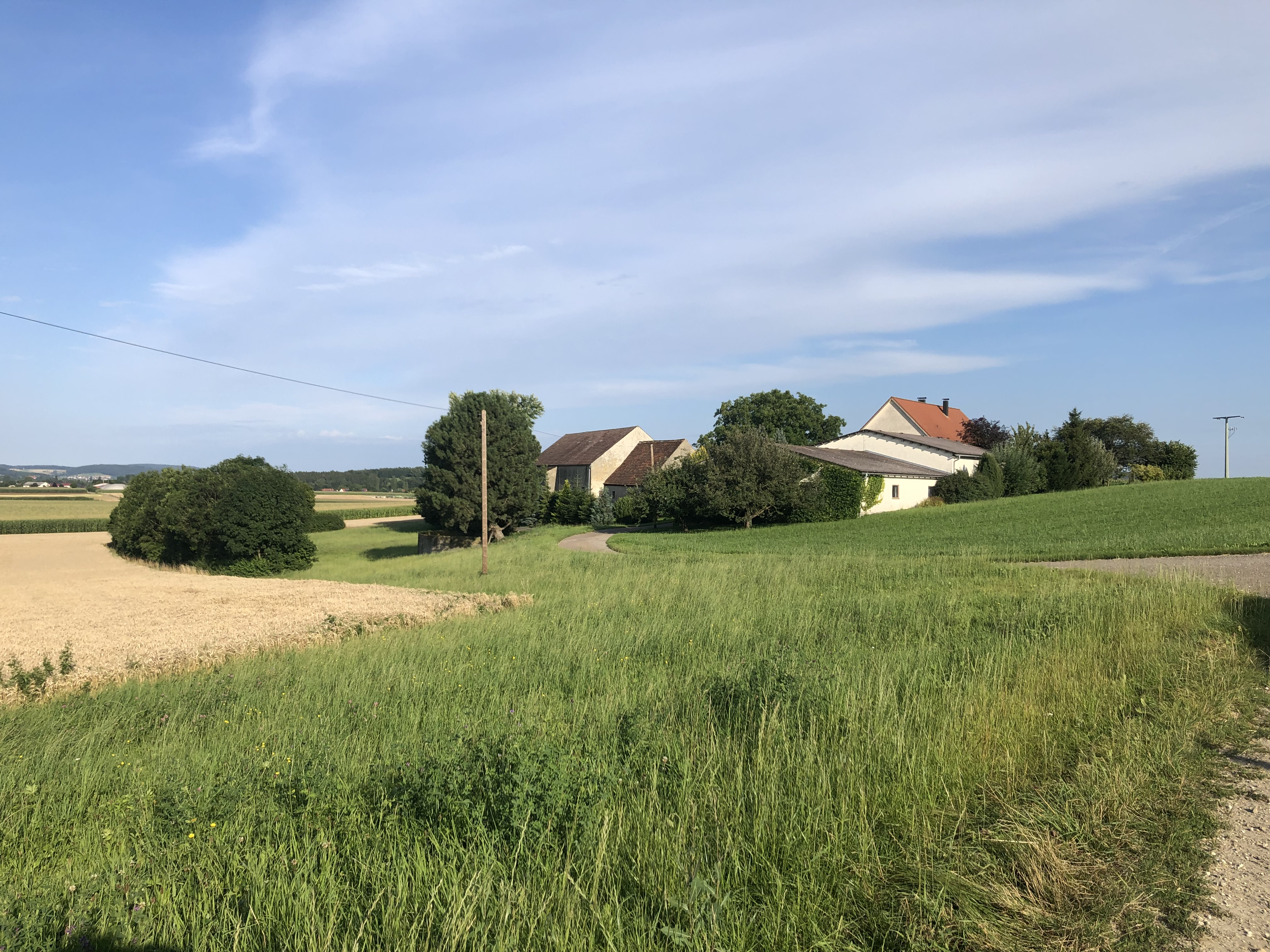
Grünenbaind

Grünenbaind ist ein Gemeindeteil der Großen Kreisstadt Nördlingen im schwäbischen Landkreis Donau-Ries in Bayern.
Die Einöde liegt auf der Gemarkung Schmähingen, etwa sechs Kilometer südöstlich von Nördlingen und ein Kilometer östlich von Schmähingen. Eine Gemeindestraße führt nach Balgheim und, die Staatsstraße 2212 kreuzend, nach Schmähingen.
Bis zur Gebietsreform in Bayern ein Gemeindeteil der ehemaligen Gemeinde Schmähingen, wurde Grünenbaind am 1. Januar 1978 nach Nördlingen eingemeindet.